# パブロ・モレノ
パブロ・モレノ・タボアダ（スペイン語: Pablo Moreno Taboada, 2002年5月3日 - ）は、スペイン・グラナダ出身のサッカー選手。CSマリティモ所属。ポジションはフォワード。2014年、U-12ジュニアサッカーワールドチャレンジMVP受賞者。

## 経歴
バルセロナのユースチームで5年間で200ゴール以上を記録した後、2018年7月27日にイタリアのユヴェントスに加入した。
2018年11月18日、ポンテデッラ戦でユベントスU-23のセリエCデビューを果たした。 2019年3月17日、セリエAのジェノア戦でユベントスのトップチームに初のベンチ入りを果たした。
2020年6月30日、イングランドのマンチェスター・シティと4年契約を結んだ。同年9月18日に同じシティ・フットボール・グループ傘下のジローナFCにアリヤネット・ムリッチとともに期限付き移籍。
2022年7月29日、CSマリティモに移籍した。